# ハイルブロンの怪人

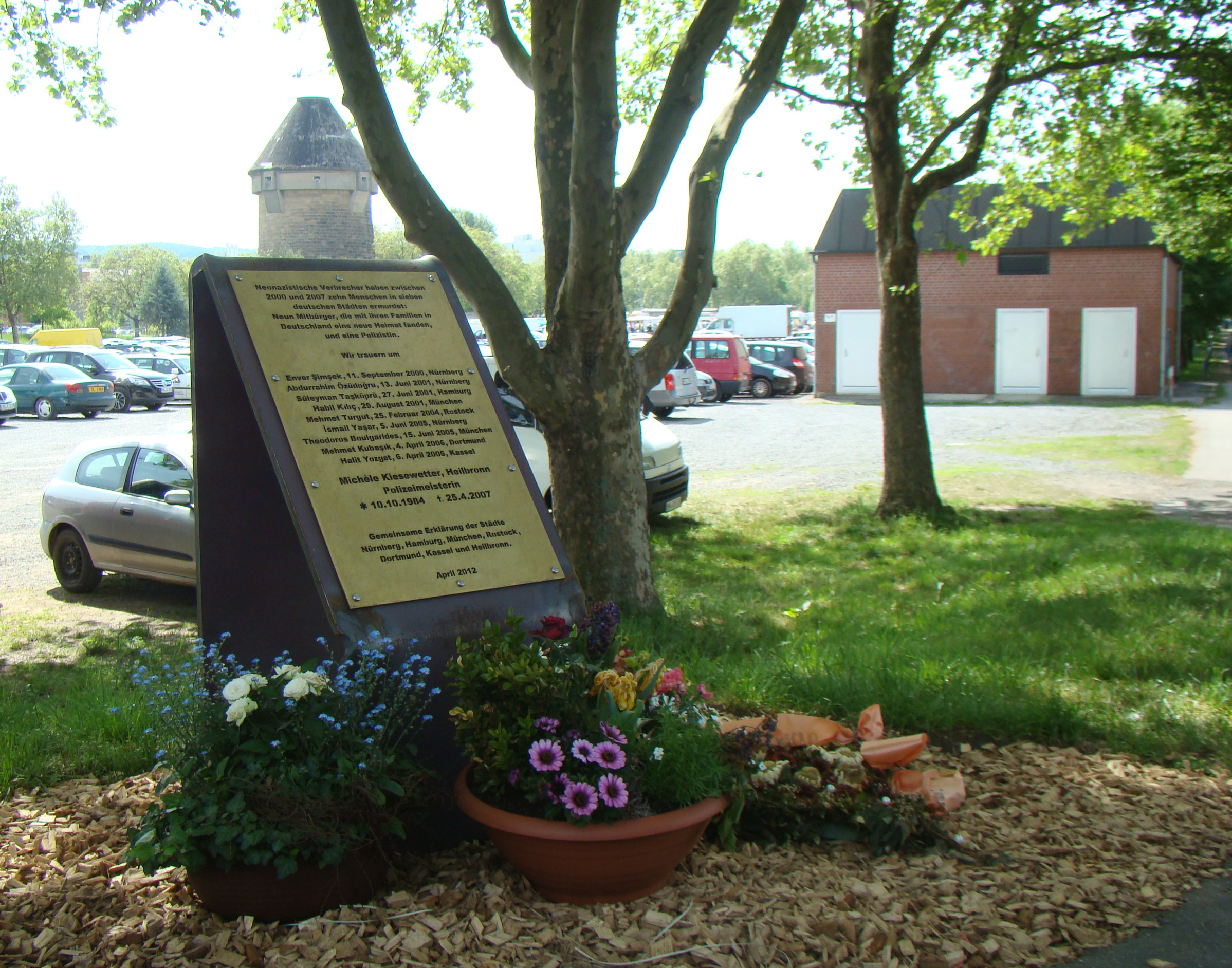
ハイルブロンの警官殺害現場。追悼の記念碑が設置されている

ハイルブロンの怪人（ハイルブロンのかいじん、ドイツ語: Heilbronner Phantom,英語: Phantom of Heilbronn）とは1993年から2008年にかけて、ドイツをはじめヨーロッパ各地で起きた、殺害事件を含む40件の犯罪現場でのDNA採取で検出された同一のDNAから推定された、架空の大犯罪者。実際は、DNA採取に用いられた綿棒の製造時におけるDNA汚染が誤認の原因であった。

## 犯人像
2007年の5月25日に、ドイツのバーデン＝ヴュルテンベルク州ハイルブロン市で警官殺傷事件が起こった。休憩のため駐車場に停まっていたパトカーの中で、警官2人が頭を撃たれて横たわっているのを通行人が発見した。うち22歳の女性警官は死亡しており、同僚の男性警官は命を取り留めたものの重い障害が残った。現場からは手錠や拳銃が奪われていた。
この事件の捜査中、現場で採取されたDNAが、ドイツ各地の殺人・強盗・薬物取引の現場でも続々と発見され、フランスやオーストリアでもこのDNAが検出されたため、国際的な連続殺人事件とみなされるようになった。さらに1993年に起こった殺人事件のDNA鑑定を2001年に実施した結果もこのDNAに一致していたことが判明し、この人物が長期にわたって犯行を重ねていると考えられた。当時の警察発表によると、犯人は"女性"である可能性が高く、ミトコンドリアDNAの分析では東欧やロシアなどの出身者に多い特徴が見られた。これらから、東欧の犯罪組織との関係や麻薬取引にも関わっているとも、数言語を操ると思われるともされていた。2009年1月、警察はこの「顔のない女」「ハイルブロンの怪人」「ドイツで最も危険な女」に30万ユーロの懸賞金をかけ、犯人逮捕に全力を挙げた。事件が全ヨーロッパ規模の事件となり、ハイルブロン警察にあった「駐車場」事件特別捜査本部の職員に過大な負荷がかかるようになったことから、2009年2月11日に、捜査本部はバーデン＝ヴュルテンベルク州刑事局に移行され、捜査態勢が州レベルに格上げされた。

## 真相
しかし、2009年2月以降になって、明らかにつじつまの合わない事例が続出するようになった。2007年7月にザールブリュッケンで、少年が窃盗目的で学校に侵入した事件が起こった。2009年3月、この事件に関するDNA鑑定を行ってみたところ、少年らが現場に残した清涼飲料水の缶から「ハイルブロンの怪人」のDNAが検出されるという出来事が起こった。同じ3月にフランスで、難民の男性の焼死体をDNA鑑定した際にも、「ハイルブロンの怪人」のDNAが検出された。
そのため捜査当局が改めて調べ直してみたところ、2009年3月27日になって、問題のDNAは捜査に使用する綿棒を納入していた業者の従業員のものであり、一連の事件とは何の関わりもないことが判明した。「ハイルブロンの怪人」のDNAを検出した各国の捜査機関が使っていた綿棒はすべてバイエルン州にある同じ工場から出荷されたものだった。この工場では東欧出身の女性を多く雇っており、綿棒を包装する工程は素手で行われていたため、綿棒には捜査前から従業員のDNAが付着した状態であった。
警察はすべての捜査をやり直すと表明、事件は振り出しに戻った。
ドイツの新聞フランクフルター・アルゲマイネは、この出来事について「戦後のドイツ警察の歴史で最もお粗末」と批判している。

## その後

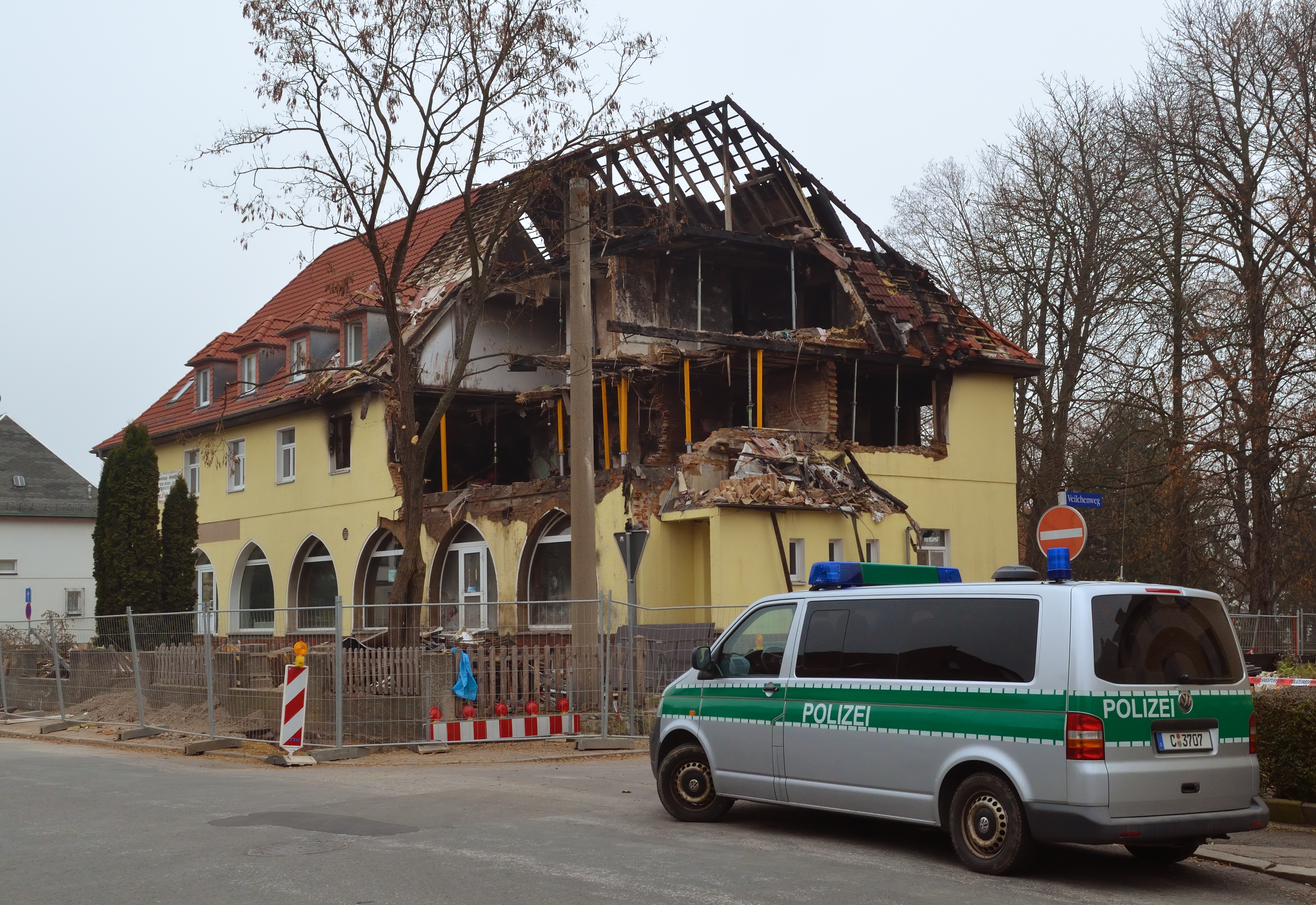
旧東独ツヴィッカウで「国家社会主義地下組織」が使用していた住宅。メンバーの男性2人の自殺直後、残った女性メンバーが証拠隠滅のために爆破した。ここからハイルブロンの警官の手錠や、移民連続殺人を面白おかしく解説したDVDなどが発見された

ハイルブロンでの女性警官殺人事件は2011年になりようやく新たな展開を見せる。
2011年11月4日アイゼナハで、銀行強盗を起こしてキャンピングカーで逃げていたネオナチの男2人が、警察の追及から逃れるために車に火を放って拳銃自殺した。焼けた車の捜索にあたっていた警察が車内から拳銃（H&K P2000）を発見し、これがハイルブロンで撃たれた警官のものと一致した。
この男性2人は、後に自首した女性1人とともにツヴィッカウを拠点に「国家社会主義地下組織」（Nationalsozialistischer Untergrund）という極右テロ組織を作っており、ハイルブロンで警官殺害事件を起こす前の2000年から2006年にかけて、ドイツ各地でドネルケバブ屋やインターネットカフェなどを経営するトルコ人移民やギリシャ人移民合わせて9人を殺し（「ドネル連続殺人」または「ボスポラス連続殺人」）、2004年にはケルンのトルコ人街で爆弾テロを起こして22人を負傷させていたことが後に判明した。ネオナチが移民排斥のための連続テロを行ったことが判明したのは初めてのことであり、この事件はドイツを震撼させた。
DNAの混入（コンタミネーション）が科学捜査の失敗をもたらしたということを教訓に、国際標準化機構には科学捜査における綿棒その他の規格化を進めるための専門委員会 TC 272 が作られた。ここから2016年に発行された規格「ISO 18385」（「科学捜査のための生体物質の収集、保管及び分析に使用する製品のヒトDNA混入のリスク最小化−要求事項」）は、捜査に使う綿棒など様々な消耗品に人間のDNAが混入しないための要求事項を定めている。この規格を満たすための特殊な綿棒は、通常の綿棒の100倍以上の値段で販売されている。